# Вбивча площина
«Вбивча площина» (англ. Flatline) — дев'ятий епізод восьмого сезону поновленого у 2005 році британського науково-фантастичного телесеріалу «Доктор Хто». Уперше транслювався 18 жовтня 2014 року в ефірі телеканалу BBC One. Був написаний сценаристом Джеймі Метісоном і зрежисований Дугласом Мекінноном.
За сюжетом серії, іншопланетний мандрівник у часі Доктор (грає Пітер Капальді) опиняється замкненим у своєму космічному кораблі та машині часу TARDIS, після того, як остання втратила велику кількість енергії від Безскелетних — істот, що потрапили з двовимірного всесвіту до земного міста Бристоль. Об'єднавшись з місцевим художником графіті Ріґсі (грає Джойван Вейд), супутниця Доктора, Клара (грає Дженна Коулман), носить із собою зменшену TARDIS і бере на себе роль Доктора, аби урятувати Землю від нападу Безскелетних.
Епізод отримав позитивні відгуки, у яких найбільше відзначили гру Дженни Коулман.

## Сюжет
Дванадцятий Доктор виявляє, що щось краде енергію з TARDIS, тому терміново матеріалізується в Бристолі. Тут Клара знайомиться з Ріґсі, художником графіті, направленим для громадських робіт у місті. Він каже Кларі, що в останній час кілька людей пропали безвісти. Коли Клара повертається до Доктора, зовнішня оболонка TARDIS зменшилася настільки, що Доктор не в змозі звідти вибратися. Доктор передає Кларі звукову викрутку, психічний папір та навушник, щоб він міг спілкуватися з нею. Взявши і крихітну TARDIS з собою, Клара приміряє на себе роль Доктора.

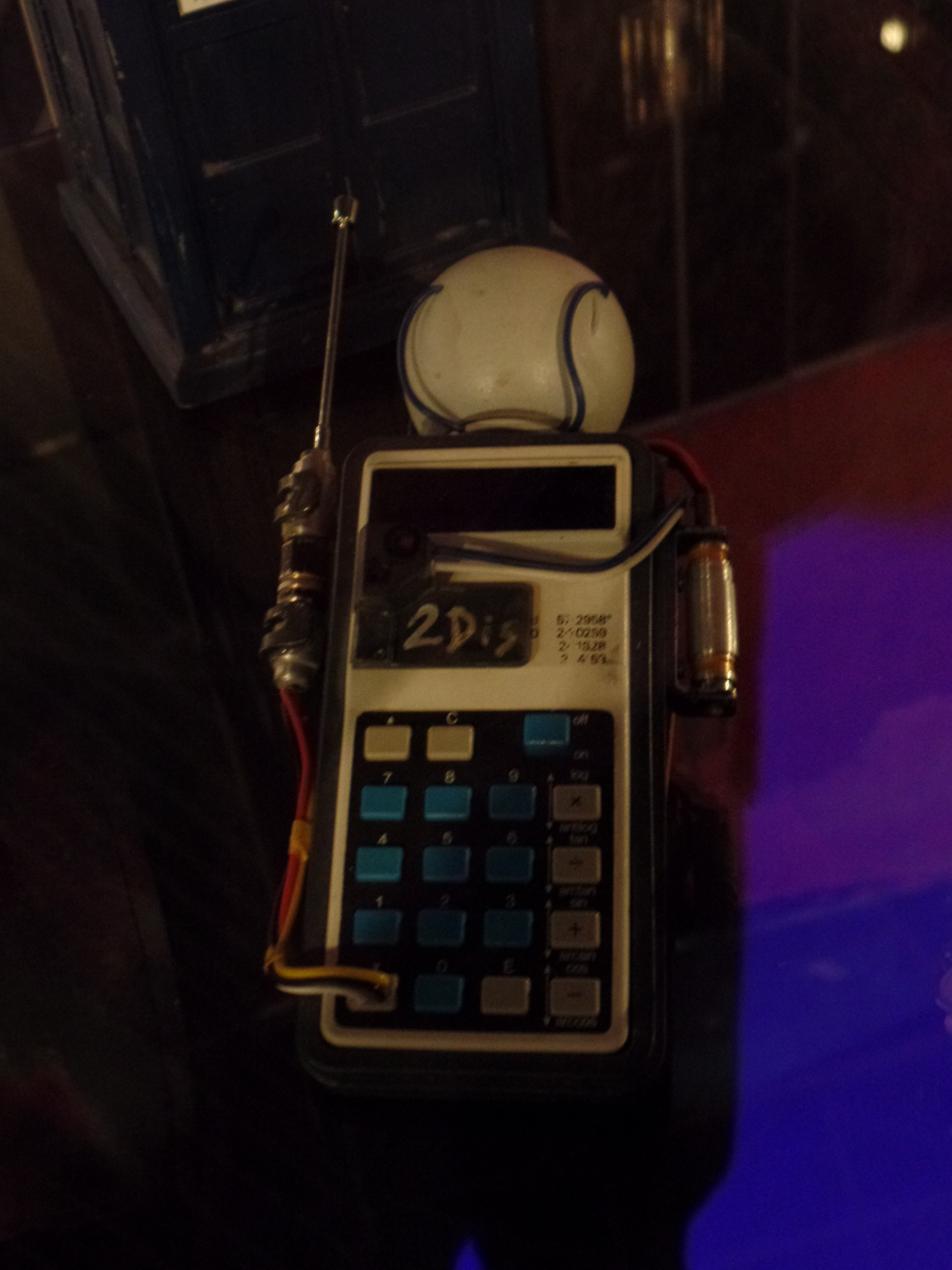
2dis — пристрій, сконструйований Доктором, що здатен відновлювати виміри, показаний на виставці реквізиту Doctor Who Experience.

Клара переконує констебля Форрест, аби та допустила її й Ріґсі в будинок останньої жертви. Вони чують крик Форрест з сусідньої кімнати. Прийшовши туди, вони не виявляють Форрест, а, натомість, дивний візерунок на стіні. Доктор бачить у цьому збільшену нервову систему людини та підозрює, що це і є констебль. У своїй базі даних TARDIS не знаходить жодних схожих за поведінкою істот, тому Доктор припускає, що це створіння з іншого всесвіту, де існує тільки два виміри. Клара й Ріґсі втікають від нападу Безскелетних.
Вони прямують назад до інших працівників громадських служб, аби попередити їх, що малюнки людей у підземному переході теж є Безскелетними. Клара веде усіх до тунелю метро, проте дорогою деякі робітники помирають. За уцілілими слідують Безскелетні, що прийняли тривимірну форму тіл своїх жертв. Істоти оточують людей, роблячи двері пласкими. Доктор конструює пристрій для запобігання цього «сплющення». Поспішаючи, Фентон (начальник групи) хоче взяти 2dis, але випадково упускає TARDIS і вона падає на колію, куди направляється поїзд. Доктор вмикає режим облоги, запобігаючи фізичним пошкодженням, але залишаючи свій корабель без достатньої потужності для дезактивації режиму.
Ріґсі намагається протаранити істот поїздом, але це не вдається. Сховавшись у безпечному місці Клара пропонує Ріґсі намалювати реалістичні двері на великому плакаті. Персонажі кладуть плакат біля входу в тунель, щоб заманити Безскелетних. Вони, думаючи, що це сплющені двері, направляють свою енергію, аби відновити їх, але натомість живлять TARDIS, яку Клара розмістила за плакатом. TARDIS повертається до свого нормального розміру, Доктор встановлює бар'єр, щоб утримати Безскелетних на місці. Зрозумівши, що вони не мають мирних намірів, він повертає створінь до їхнього всесвіту.
Доктор запитує Клару, чи сподобалося їй бути Доктором протягом дня. Тим часом в іншому місці за Кларою спостерігає Міссі, говорячи, що «зробила правильний вибір».

## Виробництво
Читання сценарію епізоду відбулася 19 травня 2014 року. Зйомки ж розпочалися 28 травня, а закінчилися 18 червня 2014 року.

## Трансляція епізоду та відгуки
«Вбивча площина» уперше була показана 18 жовтня 2014 року в ефірі британського телеканалу BBC One. За всю ніч епізод переглянули 4,6 мільйони глядачів і 6,71 мільйонів загалом. У США його подивилися 0,75 мільйонів осіб. Епізоду був призначений індекс оцінки 85, що означає «відмінно».

### Сприйняття
Епізод отримав позитивні відгуки, у більшості яких хвалили сценарій Джеймі Метісона, акторську гру Дженни Коулман та оригінальних монстрів. Ніла Дебнат з The Independent високо оцінила гру Коулман та Пітера Капальді і стверджувала, що цей епізод сильніший за минулотижневу «Мумію на Східному Експресі», теж написану Метісоном, проте вона погано відізвалась про візуальні ефекти. Метт Ріслі з IGN оцінив епізод у 8,3 з 10, високо оцінивши концепцію та гру Коулман, але критикуючи запрошених акторів. Морган Джеффері з Digital Spy дав неоднозначний огляд епізоду, назвавши це «вибоїстою дорогою». Він теж критично ставився до представлення другорядних героїв, посилаючись на недостатню глибину їхніх особистостей. Однак він позитивно ставився до CGI-графіки, називаючи її «найбільш приголомшливою та самобутньою, яку це шоу показало в останній час». Загалом він дав епізоду 3 зірки з п'яти.
Переглядаючи епізод для The Daily Telegraph, Майкл Хоган зазначив, що Крістофера Фербанка називали запрошеною зіркою, але Джойван Вейд перевершив його. Він заявив, що в епізоді були «чудові оригінальні ідеї, розумно виконані. Це було захопливо, неспокійно і врешті-решт задовольнило». Ден Мартін з The Guardian написав, що сценарій Джеймі Метісона «є однією з найбільш ефективних демонстрацій того, як зробити дешевину». Мартін також заявив, що «Клара стає все більше схожою на Доктора». Аласдайр Вілкінс з The A.V. Club оцінив епізод у B+, заявивши, що «шоу набуває гарячих рис, які ми не бачили дуже давно». Вілкінс закінчив свій огляд, сказавши, що «Вбивча площина» не є ідеальним епізодом, але він підкреслює, «наскільки великі були Дванадцятий Доктор і Клара один для одного».

## Цікаві факти
- Раніше TARDIS уже зменшувалася. Це відбулося у класичній серії Логополіс за участю Четвертого Доктора у виконанні Тома Бейкера.
- Доктор говорить, що маса TARDIS завжди зменшена, бо без цього вона б проломила поверхню Землі.
- Фентон є одним з небагатьох персонажів серіалу, що не піддається впливу психічного паперу. Доктор пояснює це відсутністю у нього жодної уяви.
- Доктор згадує, що знав іншопланетну расу живого газу, які стріляють вогнем у знак дружби і прибульців з 64 шлунками, що вітаються, випорожнюючись.
- Клара називає створений Доктором прилад «виплющувачем», проте йому більше до вподоби «2dis».
- Клара посилається на Річ — персонажа Родини Адамсів, права рука, що живе у скриньці. Імітуючи цього героя Доктор переміщує TARDIS з колії.
- Коли Доктор у фіналі епізоду виганяє Безскелетних у їхній всесвіт за допомогою звукової викрутки, її діод не засвічується — це явний кіноляп.
- Пізніше Ріґсі повернувся у серіал, а саме з'явившись в епізоді «Зустрінь ворона» дев'ятого сезону.